# Carl Christiansen

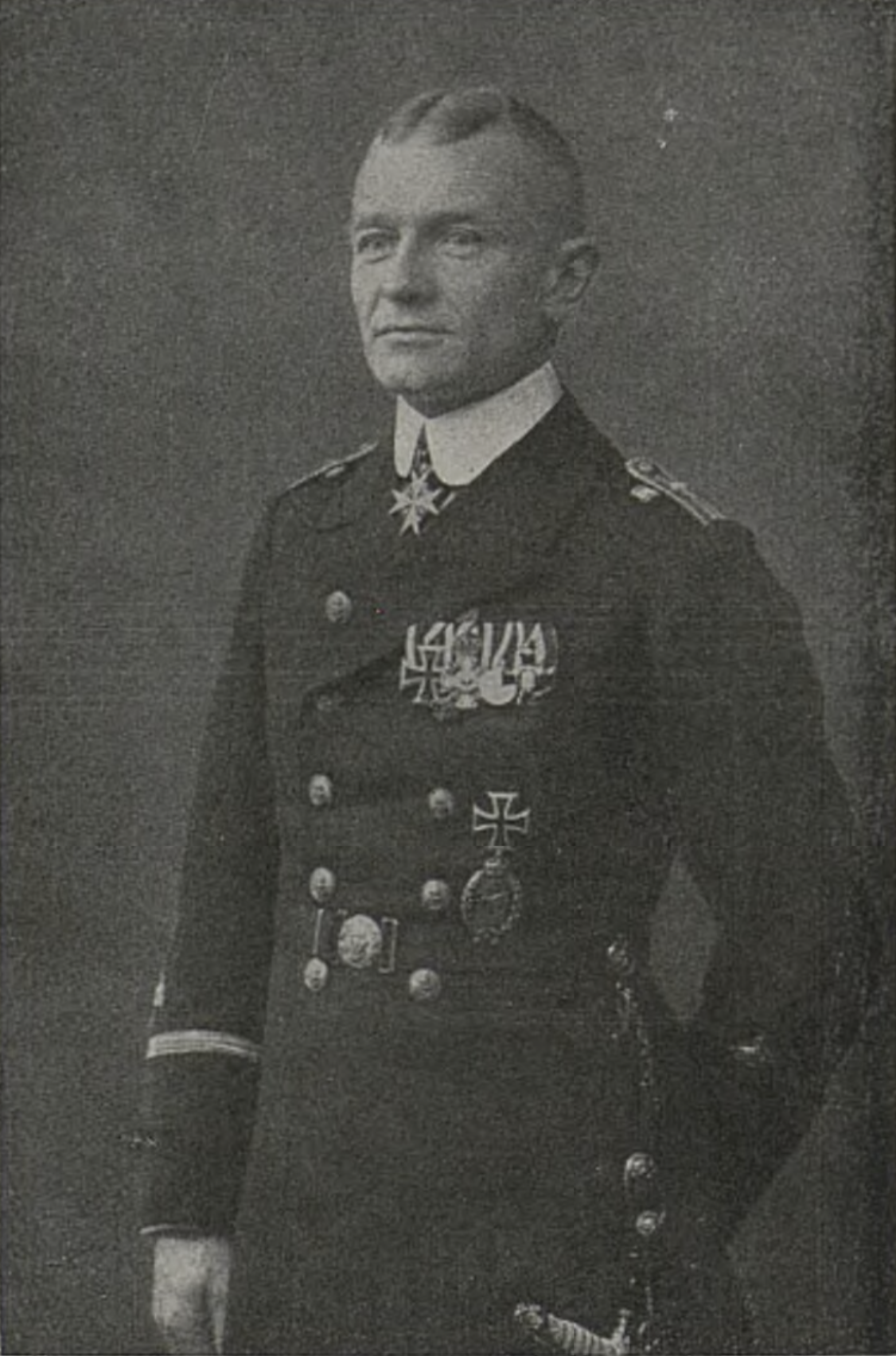
Christiansen ca. 1918

Carl Christiansen (* 24. Februar 1884 in Wyk auf Föhr; † 2. Mai 1969) war ein deutscher Polizeipräsident und Fregattenkapitän.

## Leben
Er war der Sohn des Kapitäns Peter Christiansen aus Wyk und stammte aus einer traditionsreichen Seefahrerfamilie. Seine Brüder wurden auch Seefahrer. Carl Christiansen besuchte die Volksschule in Wyk und nahm Privat- und Selbstunterricht auf den langen Seereisen, bei denen er seinen Vater begleitete. Anschließend ging er auf die Seefahrtschulen nach Hamburg und Flensburg. Mit 15 Jahren wurde er Schiffsjunge und reiste auf großen Segelschiffen in viele Erdteile. 1904 wurde er Zweiter Offizier auf dem Segelschiff „Preußen“, später Offizier beim Norddeutschen Lloyd.
Mit 22 Jahren erhielt er das Kapitänspatent für Große Fahrt. Er ging 1906/1907 als Einjährig-Freiwilliger zum Militär bei der kaiserlichen Marine. 1908 wurde er Leutnant zur See der Reserve. 1910/13 weilte er in Ostasien.
Als mit Beginn des Ersten Weltkrieges die Lübeck am 12. August 1914 wieder in Dienst gestellt wurde, wurde er dort als Wachoffizier eingesetzt und nahm bei deren Einsätzen in der Ostsee beim Küstenschutz und bei Küstenbeschießungen sowie an einem Vorstoß nach Gotland teil, bei dem es zu einem Gefecht mit russischen Kreuzern kam und sie acht Treffer auf dem Panzerkreuzer Rurik erzielte, ohne selbst getroffen zu werden. Im Dezember 1914 war er im Stab des Befehlshabers der Aufklärungsstreitkräfte der Ostsee und im Stab des Oberbefehlshaber der Ostseestreitkräfte zur Disposition, bevor er bis Dezember 1915 Kommandeur des Blockadebrechers Rubens war, welcher im April 1915 eine Versorgungsladung für die Schutztruppe von Oberst Paul von Lettow-Vorbeck und den Kreuzer Königsberg unter Fregattenkapitän Max Looff durch die britische Blockade von Deutsch-Ostafrika transportierte. Ende 1915 wurde die Rubens nach der Entdeckung durch die Royal Navy selbst versenkt und Christiansen geriet er in Südafrika in Kriegsgefangenschaft. Gegen ihn erfolgte in London ein Spionageprozess. Nach zwei Jahren Kriegsgefangenschaft wurde er Anfang 1918 entlassen. Zwischenzeitlich war er am 18. August 1916 zum Kapitänleutnant der Reserve ernannt worden. Bis zum Ende des Ersten Weltkrieges war er als Admiralstabsoffizier in Sewastopol und wurde am 28. Februar 1919 entlassen. Danach war er als Kapitän und Schiffsinspektor in Flensburg sowie zuletzt als nautischer Sachverständiger in Bremen tätig.
Nach der „Machtergreifung“ der Nationalsozialisten wurde er 1933 in den preußischen Staatsdienst berufen und trat zum 1. April 1933 der NSDAP bei (Mitgliedsnummer 1.697.300). Er erhielt zunächst das Amt des Polizeipräsidenten in Harburg-Wilhelmsburg, nachdem Erich Danehl (SPD) seines Amtes enthoben worden war und wurde 1934 Polizeipräsident in der Hauptstadt der preußischen Provinz Sachsen, Magdeburg. In dieser Zeit war er auch Geschäftsführer der Deutschen Zeppelin-Reederei.
1937 verlor er den Posten als Polizeipräsident von Magdeburg, da er bei der Einstellung in den Staatsdienst seine Mitgliedschaft bei den Freimaurern verschwiegen hatte und diese nun öffentlich wurde. Carl Christiansen gelang es, einen Posten bei Hermann Görings Vierjahresplanbehörde zu erhalten und sein älterer Bruder Friedrich Christiansen sorgte dafür, dass er ihm 1940 in seinen Stab als Befehlshaber der Wehrmacht in die besetzten Niederlande folgte. Dort stieg er bis zum Fregattenkapitän auf. Spätestens 1944 ließ er sich in die Reserve versetzen.

## Ehrungen
- Eisernes Kreuz I. und II. Klasse
- Eiserner Halbmond
- Österreichische Eiserne Kronze
- Militärverdienstkreuz I. Klasse
- Hanseatenkreuz
- Kriegsverdienstkreuz 1. Klasse mit Schwertern
- Kriegsverdienstkreuz 2. Klasse mit Schwertern
- Ritterkreuz des Kriegsverdienstkreuzes mit Schwertern
- Deutsches Kreuz in Silber[2]
- Ehrenbürger von Wyk auf Föhr

## Werke (Auswahl)
- Die Kapitäne Christiansen. Nach Logbüchern erzählt. 5. erweiterte Auflage. Berlin o. J. [1942].
- „Durch!“ Mit Kriegsmaterial zu Lettow-Vorbeck. Stuttgart 1918.